# بنیتو سامبرانو
بنیتو سامبرانو (انگلیسی: Benito Zambrano؛ زادهٔ ۲۰ مارس ۱۹۶۵) یک کارگردان، فیلم‌نامه‌نویس و فیلم‌بردار اهل اسپانیا است.
از فیلم‌های او می‌توان به فیلم کوتاه «من که هستم؟» (۱۹۸۸)، «سُلاس» (۱۹۹۸) و «هاوانا بلوز» (۲۰۰۵) اشاره نمود. فیلم اخیر، در بخش نوعی نگاه در جشنواره فیلم کن ۲۰۰۵ به نمایش درآمد.
او در سال ۱۹۹۹ میلادی، برندهٔ جایزه گویای «بهترین فیلم‌نامهٔ غیراقتباسی» شد.